# Ivinhema Futebol Clube
L'Ivinhema Futebol Clube, meglio noto come Ivinhema, è una società calcistica brasiliana con sede nella città di Ivinhema, nello stato del Mato Grosso do Sul.

## Storia
Il club è stato fondato il 1º gennaio 2006. L'Ivinhema ha vinto il Campionato Sul-Mato-Grossense nel 2008. Ha partecipato alla Coppa del Brasile nel 2009, dove è stato eliminato al primo turno dal Flamengo, e nel 2010, dove è stato eliminato al primo turno dal Náutico.

## Palmarès

### Competizioni statali
- Campionato Sul-Mato-Grossense: 1

2008

### Altri piazzamenti
- Campionato Sul-Mato-Grossense:

Semifinalista: 2014